# 離婚後300日問題
離婚後300日問題（りこんごさんびゃくにちもんだい）とは、日本の民法（明治29年法律第89号）772条の規定およびこれに関する戸籍上の扱いのため、離婚届後300日以内に生まれた子が遺伝的関係とは関係なく前夫の子と推定されること（嫡出推定）、また推定されて前夫の子となることを避けるために戸籍上の手続きがなされず、無戸籍者の子供が生じている問題をいう。300日問題、離婚300日問題とも呼ばれる。

## 父の推定
民法772条は1項で「妻が婚姻中に懐胎した子は、夫の子と推定する」ことを規定する。また同条2項は妊娠中の期間を想定して「婚姻の成立の日から200日を経過した後」または「婚姻の解消もしくは取消しの日から300日以内に生まれた子」は、「婚姻中に懐胎したものと推定する」ことが規定されていた。このため、離婚から300日以内に生まれた子は、2段階の推定により、原則として前夫の子として扱われることとなっていた。
DNA鑑定で正確な親子関係の判別が可能な現代において「子と推定する」と定めている民法が、完全に時代遅れになってしまっているとの指摘がある。

## 推定を覆す場合や推定の及ばない場合
これは推定であることから、父と推定されるも実際には遺伝的に父でない者は嫡出否認の訴えを提起することができる。また、親子関係不存在確認の訴えを起こすことにより、前夫と子の間に親子関係がないことを裁判によって確定させることが可能である。
出生後に前夫との子供でないことを確認するために親子関係不存在の調停をおこすことができる。この場合、前夫との子供ではないことを立証するためにDNA鑑定が行われるなどの手続きによって、調停成立まで約3カ月かかるが、認められると、母親の戸籍には「平成12年3月4日甲との親子関係不存在の裁判確定」のような特記事項つきで入籍することができる。
2007年5月21日以降は、婚姻の解消または取消し後300日以内に生まれた子のうち、離婚後の妊娠であるという医師の証明書を添えて出生届を提出すれば、772条の推定が及ばないものとして取り扱われる。これは同年5月7日付の法務省民事局長通達による。

## 問題となる場合
本来、推定規定は破綻した婚姻を原因として戸籍の父の欄が空欄となることを防ぐために設けられているものであり、それゆえ、一定の場合に子の遺伝上の父と戸籍上の父とが分離することは法の予定しているところである。しかし、裁判を経ないと遺伝上の父を「父」と定めることができないことが問題となっている。
前夫の子でないことを証明するには、前夫自身が嫡出否認の裁判を起こすか、母子側から父子関係の不存在確認の裁判を起こすか、または、母子側から遺伝上の父に対して認知を求める訴えを提起する必要があり、その裁判の確定により前夫の嫡出推定を排除することになる。前夫の協力を得られないという問題については、戸籍未届けのままで裁判を確定させ、その後に出生を届け出ることで、遺伝上の父を戸籍に記載するという認知請求最高裁判例（昭和44年5月29日）がある。
しかし、ドメスティックバイオレンスなどによって前夫と離婚した場合などで協力を得たくない場合や、心情的な理由から協力が得られないために出生届を提出せず、子を無戸籍者としている事例があることが指摘されている。

## 背景・原因
これらの動きの背景には、医学的・遺伝的見地からの親子関係を客観的に確認することが容易になっていることが指摘できる。民法の推定規定が成立した時点での周辺状況と、この規定が問題となる現在での周辺状況は、医学的分野に限らず劇的に変わっている。
民法772条の認知度が低くこの点が問題となることについての認識があまりなく、出生届を提出して子の戸籍を作成しようとする段階において初めて当事者の間で問題となること、裁判が一般にハードルが高い手続として認識されていることなどに、この件が社会的問題として扱われる原因を見ることができる。

## 近年報道された具体例
- 爆笑問題の田中裕二は、2009年10月2日に前妻と離婚をしたことを発表していたが[1]、2010年3月に前妻が妊娠していたことが判明した。前妻とは何年も前に夫婦関係が破綻しており、離婚前から妊娠し、その胎児の父親と同居して、田中も実子ではないと当事者が認識しているにもかかわらず[2]、前述の離婚後の妊娠ではなかったことから、民法772条の推定により田中の実子になると報道された。なお、田中側は前妻が出産し田中の実子として出生届が出された後に家庭裁判所にDNA鑑定結果を提出し、田中と前妻との間の嫡出子ではないと法律上確定させる手続きをとると、所属事務所が発表した[3]。
- 共同通信は2014年6月5日付の配信記事で、母親と前夫との離婚が成立した約280日後に別の男性を父親として生まれたが、母親が民法772条の規定を考慮して出生届を出さなかったため、出生時から無戸籍状態が続いている男性について報じた[4]。

## 民法改正
この問題を受けて2022年に民法が改正され、2024年4月1日に施行された。
772条1項後段に「女が婚姻前に懐胎した子であって、婚姻が成立した後に生まれたものも、同様とする。」と追加され、嫡出推定の期間が婚姻直後からに拡大された。そして、再婚の場合に嫡出推定の期間が重なりうるが、同3項で「第1項の場合において、女が子を懐胎した時から子の出生の時までの間に二以上の婚姻をしていたときは、その子は、その出生の直近の婚姻における夫の子と推定する。」と優先順位を確定させる形となった。このため、再婚禁止期間（733条）も不要となり廃止されている
嫡出否認についても制度が変更され、否認権者が嫡出推定された父だけではなく、子本人や母、妊娠中に離婚した場合の前夫が訴えを提起できるようになり（ただし、母や前夫は明らかに子の利益を害する状況で嫡出否認の権利を行使することはできない）、また出訴期限も1年から3年に拡大された。